# Smicridea varia
Smicridea varia is een schietmot uit de familie Hydropsychidae. De soort komt voor in het Neotropisch en het Nearctisch gebied.